# Jaime del Burgo Torres
Jaime del Burgo Torres (ur. 11 listopada 1912 w Pampelunie, zm. 23 października 2005) – hiszpański historyk, prozaik, dramaturg, pisarz i prawicowy publicysta, teoretyk karlizmu.
W 1930 r. w Pampelunie stanął na czele prawicowej organizacji młodzieżowej Juventud Jaimista, która po powołaniu II Republiki prowadziła nielegalną działalność wojskową. Jeszcze w tym samym roku założył organizację szkolną Agrupación Escolar Tradicionalista. Do 1936 r. pełnił funkcję jej prezesa. Jednocześnie był dyrektorem wydawnictw "La Esperanza" i "AET". Pisał artykuły do prawicowego pisma "El Pensamiento Navarro", w których atakował władze republikańskie za potajemne zakupy broni i szkolenia wojskowe bojówek lewicowych. Wzywał do stosowania przemocy wobec socjalistów. Zakwestionował baskijskie aspiracje do Nawarry.
W 1936 r. przeszedł szkolenie wojskowe w tajnym Círculo Carlista de Pamplona, uzyskując stopień porucznika, a następnie w faszystowskich Włoszech. Po powrocie do Hiszpanii wstąpił ochotniczo do wojsk gen. Francisco Franco. Dostał stopień kapitana. Uczestniczył w zwycięskich walkach o Guernicę. Został ranny podczas oblężenia Bilbao, w wyniku czego nie wziął udziału w dalszych działaniach wojennych.
W grudniu 1939 r. został członkiem Rady Najwyższej stowarzyszenia Hermandad de Caballeros Voluntarios de la Cruz. Był założycielem i dyrektorem generalnym Biblioteki Głównej Nawarry do 1982 roku. Od października 1942 r. do grudnia 1944 r. w stopniu podpułkownika pełnił funkcję komendanta garnizonu Pampeluny. Jednocześnie od marca 1943 r. był delegatem prowincjonalnym ds. komunikacji i transportu, zaś od sierpnia tego roku – zastępcą sekretarza ds. edukacji partii Falange Española Tradicionalista y de las JONS. W sierpniu 1945 r. objął funkcję wiceprezydenta Rady Królestwa Nawarry Unii Katolicko-Monarchistycznej. W latach 1950–1964 był delegatem prowincjonalnym ministerstwa informacji i turystyki, po czym został dyrektorem ds. turystyki, bibliotek i kultury prowincji Nawarra. Jednocześnie był dyrektorem szkoły sztuki i rzemiosła w Pampelunie.
Należał do Królewskiej Akademii Historycznej. W swojej twórczości literackiej poruszał tematykę karlizmu i wojny domowej. W jednej ze swoich książek przedstawił listę ofiar egzekucji w zdobytej przez frankistów Nawarze, których było czterokrotnie mniej, niż podają oficjalne dane. Pisał też powieści, dramaty i wiersze. Upowszechniał kulturę i historię Nawarry, publikując serię wydawniczą "Temas de Cultura Popular". W 1967 r. zdobył narodową nagrodę literacką. Był odznaczony komandorią z gwiazdą Orderu Alfonsa X Mądrego.